# Tomás Rufo
Tomás Rufo Resino conocido como Tomás Rufo, (Talavera de la Reina, 8 de julio de 1999), es un torero español. Torero revelación durante la temporada 2022, abrió durante esta última la Puerta del Príncipe en la Maestranza de Sevilla y la Puerta Grande de Las Ventas la tarde de su confirmación.

## Carrera profesional
Tomás Rufo debuta como novillero con picadores en Talavera de la Reina el 13 de mayo de 2018; compartió cartel con Antonio Catalán “Toñete” y Marcos Pérez y cortó dos orejas, saliendo a hombros junto a Toñete. Los novillos fueron de la ganadería de Fernando Peña Catalán. Hace su presentación en Las Ventas el 18 de julio de 2019 acartelado con Emilio Silvera y Alfonso Ortiz, frente a novillos de la divisa salmantina de José Cruz; realizó una gran faena a sus dos novillos, cortó una oreja a su primero y en su segundo saludó una ovación, perdiendo un posible trofeo tras el fallo con el estoque.
El 11 de septiembre de 2021 toma la alternativa en Valladolid de manos de El Juli y en presencia de José María Manzanares; el toro se llamaba ‘Campanario’, era colorado de capa y pertenecía al hierro de Domingo Hernández. Rufo le realizó una gran faena y le cortó las dos orejas. Otras dos le cortó al segundo de su lote, saliendo a hombros con El Juli por la puerta grande del coso vallisoletano. En 2022 se presenta como matador de toros en La Maestranza de Sevilla; hace su tercer paseíllo de la temporada en el coso hispalense acartelado con su padrino de alternativa y Andrés Roca Rey frente a toros de Victoriano del Río. Tras haber cortado una oreja en su primer toro, la actitud y nobleza de su segundo permite a Rufo realizarle una gran faena, y tras una estocada certera le corta las dos orejas, abriendo la Puerta del Príncipe del coso del Arenal. Frente a toros de Garcigrande, confirma su alternativa en Madrid el 20 de mayo de 2022 con el toro ‘Cascabel’ nuevamente de manos de El Juli y en presencia de Alejandro Talavante; corta una oreja a sus dos toros abriendo su segunda Puerta Grande en Las Ventas, la primera como matador de toros.

## Temporada

### 2018
Debut con picadores el 13 de mayo en Talavera de la Reina junto a Toñete y Marcos Pérez, con novillos de Fernando Peña.

### 2019
- Presentación como novillero el 18 de julio en Madrid junto a Emilio Silvera y Alfonso Cruz, con novillos de la ganadería de José Cruz.[5]
- Abre por primera vez como novillero y en su carrera la Puerta Grande de Madrid; torea novillos de Fuente Ymbro y alterna con El Rafi y Fernando Plaza.[12]

### 2021
- Tras torear 11 novilladas durante la temporada y haber cortado un total de 14 orejas, se despide como novillero en la localidad guadalajareña de El Casar de Talamanca en un mano a mano con Víctor Hernández;[13][14] ocupa el puesto 10 del escalafón de novilleros.
- Alternativa el 11 de septiembre de 2021 en Valladolid con El Juli y Manzanares, sale a hombros por la puerta grande tras cortar cuatro orejas.[7]

### 2022
- Triunfos notables en Sevilla con la Puerta del Príncipe y en Madrid en su confirmación, donde también salió a hombros.

### Novillero
| Año  | Escalafón | Festejos | Novillos lidiados | Orejas | Rabos |
| ---- | --------- | -------- | ----------------- | ------ | ----- |
| 2018 | n.º 56    | 4        | 8                 | 10     | 2     |
| 2019 | n.º 21    | 11       | 23                | 14     | 0     |
| 2020 | n.º 4     | 3        | 6                 | 5      | 0     |
| 2021 | n.º 10    | 11       | 23                | 14     | 0     |

### Matador de toros
| Año  | Escalafón | Festejos | Reses lidiadas | Orejas | Rabos |
| ---- | --------- | -------- | -------------- | ------ | ----- |
| 2021 | n.º 88    | 2        | 4              | 8      | 1     |
| 2022 | n.º 11    | 32       | 67             | 62     | 1     |
| 2023 | n.º 11    | 30       | 60             | 44     | 1     |
| 2024 | n.º 18    | 20       | 45             | 42     | 1     |

## Premios
- Premio ‘Rioja y Oro’ al triunfador de la Feria de San Isidro 2022, otorgado por el Centro Riojano de Madrid.[15]
- Trofeo César Augusto al torero más destacado de la temporada 2022, otorgado por el Círculo Cultural Taurino de Tarragona.[16]
- Premio al Triunfador de Hogueras 2022 de Alicante, otorgado por el ayuntamiento de la capital.[17]